# Augustijnenstraat (Nijmegen)
De Augustijnenstraat is een straat in het centrum van Nijmegen (de "Bovenstad"). De straat is eind 19e eeuw aangelegd en verbindt tegenwoordig het Plein 1944 met de Grote Markt en de Stikke Hezelstraat.
De naam van de straat verwijst naar de augustijnen. 

## Geschiedenis
De straat werd omstreeks 1880 aangelegd. Daarvoor lag op deze plek een kleinere en veel bochtigere steeg ("gas"), genaamd de Kerkengas. Ook stond hier sinds 1674 een kleine augustijnenkerk (vooral in gebruik als schuilkerk). Men wilde op deze plek echter een nieuwe, grote kerk voor de augustijnse paters die ook gemakkelijker bereikbaar was. Daarvoor moest er ook een hele nieuwe straat komen. De nieuwe kerk werd de Sint-Augustinuskerk, die tegelijk met de straat zelf is gebouwd. De kerk was met een toren van ruim 72 meter hoger dan de Stevenskerk nabij de Grote Markt.
In 1886 besloot men om de nieuwe straat Augustijnenstraat te noemen. Ook de namen Centraalstraat en Kerkstraat waren nog overwogen.
De Augustijnenstraat begon tegenover een bakkerij aan de Stikke Hezelstraat. De straat ging oorspronkelijk, op het kruispunt met de Houtstraat, rechtstreeks over in de Bloemerstraat. Deze aansluiting is verdwenen doordat de straten na de Tweede Wereldoorlog zijn ingekort.

### Verwoesting tijdens WOII en herbouw
Tijdens de Tweede Wereldoorlog, bij het bombardement op de Nijmeegse binnenstad van 22 februari 1944, werd nagenoeg alle bebouwing aan de Augustijnenstraat verwoest. Bij de wederopbouw werd besloten om de straat bijna geheel opnieuw in te richten.  De huidige bebouwing aan de straat is hierdoor vrijwel uitsluitend naoorlogs. Ook de Sint-Augustinuskerk veranderde in een ruïne; de restanten hiervan zijn in 1947 met explosieven opgeblazen.  
De Augustijnenstraat had nu haar religieuze betekenis verloren en werd nu voor alles een winkelstraat.
De straat is na de oorlog ook met enkele tientallen meters verlegd, en loopt daardoor nu een stuk oostelijker dan vóór het bombardement.